# Rosa Mannen
Rosa Mannen, alias för Daniel Johansson, är en internetpersonlighet med en Youtubekanal där han laddar upp äldre svenskt tv-material från heminspelade videoband. Hans alias kommer sig av att han klätt sig huvudsakligen i rosa kläder sedan slutet av juli år 2000.
Kanalen har 67 000 prenumeranter (maj 2025).
I april 2021 stängdes kanalen av upphovsrättsliga skäl. Kanalen hade då publicerat tidigare tv-sänt material i 15 år. Samma månad gjordes kanalen tillgänglig igen.
I november 2022 stängdes kanalen igen efter en anmälan som inte kom från Sverige. Det handlade om två framträdanden av Bryan Adams och en konsert med Đorđe Balašević som hade anmälts av det brittiska företaget Web Sheriff och det serbiska företaget Balbelo. Efter att klippen tagits bort och många som följer kanalen hört av sig till de anmälande företagen kunde arbetet med kanalen fortsätta.
Den 17 juni 2024 stängdes kanalen återigen efter att ”tre olika företag har anmält tre olika klipp”, enligt Rosa Mannen själv. Kanalen blev återigen tillgänglig den 26 juni 2024.